# Гервасієв Андрій Микитович
Андрій Микитович Гервасієв (нар. 28 жовтня 1906, село Мартоноша Херсонської губернії, тепер Новомиргородського району Кіровоградської області — 1997, місто Мінськ, Білорусь) — радянський військовий діяч, генерал-лейтенант (8.08.1955). Депутат Дрогобицької обласної ради.

## Біографія
Народився у бідній селянській родині. Молдаванин. Закінчив початкову школу, з дванадцяти років наймитував.
У жовтні 1928 року призваний у Червону армію і направлений у 2-й Кавказький стрілецький полк 1-ї Кавказької стрілецької дивізії Кавказької Червонопрапорної армії. Після закінчення полкової школи у вересні 1929 року був переведений для подальшого навчання в Закавказьку піхотну школу імені 26 Бакинських комісарів у місті Тифлісі.
Член ВКП(б) з 1931 року.
У березні 1932 року закінчив піхотну школу і був призначений у 239-й стрілецький полк 80-ї стрілецької дивізії в місті Слов'янську, де проходив службу командиром взводу і роти.
З травня 1934 року по травень 1938 року — слухач Військово-політичної академії РСЧА імені Леніна в Ленінграді. Після випуску призначений військовим комісаром 188-го гірськострілецького полку 63-ї гірськострілецької дивізії. У лютому 1939 року переведений у Закавказький військовий округ військовим комісаром 76-ї гірськострілецької дивізії імені Ворошилова. У серпні 1941 року з дивізією брав участь у поході в Іран. 
Під час Німецько-радянській війні у вересні 1941 року дивізія була передислокована з Ірану в Донбас у розпорядження командувача військ Харківського військового округу, а звідти перекинута в район Перекопа. 9 грудня 1941 року 76-а гірськострілецька дивізія була перейменована у 76-ту стрілецьку дивізію 38-ї армії Південно-західного фронту.
У травні 1942 року полкового комісара Гервасієва було усунено з посади воєнкома дивізії. 6 червня 1942 року Гервасієв був призначений т. в. о. військового комісара 242-ї стрілецької дивізії 38-ї армії Південно-західного фронту, яка з 23 липня 1942 року увійшла в підпорядкування 9-ї армії і воювала на Південному і Північно-Кавказькому фронтах.
З серпня 1942 року — у розпорядженні Політичного управління Закавказького фронту. У листопаді 1942 року переведений на командну посаду і в грудні 1942 року призначений командиром 1179-го стрілецького полку 347-ї стрілецької дивізії 44-ї армії Північної групи військ Закавказького фронту, потім — Північно-Кавказького та Південного фронтів.
З червня 1943 року — слухач Вищої військової академії імені Ворошилова. Після закінчення її прискореного курсу в червні 1944 року направлений у розпорядження Військової ради 1-го Білоруського фронту і з 14 липня 1944 року — командир 76-ї стрілецької Єльнинської Червонопрапорної дивізії 47-ї армії 1-го Білоруського фронту.
З червня 1945 року — командир 175-ї стрілецької дивізії в Групі радянських окупаційних військ в Німеччині, а після її розформування в червні 1945 року був переведений в Москву і з серпня 1945 року командував 1-м гвардійським стрілецьким полком 2-ї гвардійської стрілецької дивізії.
З грудня 1946 року до лютого 1949 року — слухач Вищої військової академії імені Ворошилова.
У лютому 1949 — вересні 1950 р. — начальник штабу 3-го гірськострілецького корпусу 38-ї армії Прикарпатського військового округу. У вересні 1950 — серпні 1952 р. — командир 128-ї гвардійської гірськострілецької дивізії 38-ї армії Прикарпатського військового округу.
У серпні 1952 — листопаді 1956 р. — командувач 73-го (з квітня 1955 року — 21-го) стрілецького корпусу 13-ї армії Прикарпатського військового округу.
У листопаді 1956 — вересні 1958 р. — 1-й заступник командувача 15-ї армії Далекосхідного військового округу в місті Південно-Сахалінську.
У вересні 1958 — листопаді 1961 р. — 1-й заступник командувача 14-ї армії Одеського військового округу.
З листопада 1961 року — у відставці. Проживав у Молдавській РСР, обирався головою Ради Ветеранів Молдавської РСР.
Після 1989 року переїхав до Білорусі, проживав у Мінську. Похований на Східному кладовищі Мінська.

## Звання
- Полковий комісар
- Генерал-майор (11.07.1945)
- Генерал-лейтенант (8.08.1955)

## Нагороди
- Два ордени Леніна (29.05.1945, 3.11.1953)
- Два ордени Червоного Прапора (19.02.1943, 20.06.1949)
- Орден Суворова II ступеня (6.04.1945)
- Орден Вітчизняної війни 1-го ступеня (1985)
- Орден Червоної Зірки (3.11.1944)
- Медалі